# Vörössapkás kardinális
A vörössapkás kardinális (Paroaria gularis) a madarak osztályának verébalakúak (Passeriformes) rendjébe és a tangarafélék (Thraupidae) családjába tartozó faj.
Magyar neve forrással, nincs megerősítve.

## Rendszerezése
A fajt Carl von Linné svéd természettudós írta le 1766-ban, a Tanagra nembe Tanagra gularis néven. 1832-ben a Paroaria nembe került, melyet Charles Lucien Jules Laurent Bonaparte francia ornitológus vezetett be.

## Alfajai
- Paroaria gularis cervicalis P. L. Sclater, 1862
- Paroaria gularis gularis (Linnaeus, 1766)[2]

## Előfordulása
Dél-Amerikában, Bolívia, Brazília, Ecuador, Francia Guyana, Guyana, Kolumbia, Peru, Suriname és Venezuela területén honos. Természetes élőhelyei a szubtrópusi és trópusi mocsári erdők, gyep, szavannák és cserjések. Állandó, nem vonuló faj.

## Megjelenése
Testhossza 16 centiméter.
|  |  |

## Természetvédelmi helyzete
Az elterjedési területe rendkívül nagy, egyedszáma pedig stabil. A Természetvédelmi Világszövetség Vörös listáján nem fenyegetett fajként szerepel.